# Индустрия моды
Индустрия моды — это сектор экономики, включающий в себя производство и сбыт товаров (в том числе и услуг как товара), сопряжённые секторы.
Становление модной индустрии связано с развитием престижного потребления и «общества массового потребления» или «масс-маркета».
Есть довольно много факторов, где можно заметить становление этапов развития модной индустрии, но лучше всего они заметны на примере производства модной одежды.
В период с 1890-х до 1960-х производство модной одежды и аксессуаров постепенно превращается из маленького бизнеса в массовое производство и становится индустрией. В середине 19 века появились специальные журналы мод, которые рассказывали о тенденциях текущего сезона и ассортименте модных магазинов.(La Mode, La Mode illustrée, L’Officiel de la couture, Elle).
В 1950–1960-е начинает развиваться система прогнозирования моды. Появление фирм, специализирующихся на анализе тенденций развития моды, связано с тем, что массовое производство готовой одежды требовало принимать масштабные и долгосрочные решения о производстве и закупках. Чтобы на прилавке появилось платье модного цвета, актуальной фактуры и оригинального фасона, надо было за 3 года до этого все подготовить, обдумать и приступать к созданию. Поэтому возникла система прогнозирования, которая предсказывала изменение доминирующей тенденции.
Начиная с этого периода, пошив одежды разделился на два уровня: товары «от кутюр»(индивидуальное производство заказов для элиты) и «прет-а-порте» (массовое производство для среднего класса). Именно 1960–1980-е стали эпохой знаменитых парижских кутюрье, таких, как:  Коко Шанель, Кристиан Диор, Ив Сен Лоран, Юбер Живанши и др.
С 1990-х в индустрии модной одежды не существует доминирующего стиля, тенденции дробятся на множество трендов. Начинает нарастать скорость изменений, поскольку информация о новых тенденциях моментально распространяется благодаря новым средствам коммуникаций. Наконец, произошло снижение роли талантливых стилистов – теперь моду задают не столько талантливые дизайнеры и столицы мод (как, например, Париж), сколько фирмы-производители, пропагандирующие узнаваемые бренды.
Индустрия моды формировалась как феномен западноевропейской цивилизации, и вплоть до конца 20 века. Поскольку ожидается, что в 21 веке воздействие восточной культуры будет расти, следует ожидать и определенной «ориентализации» индустрии моды.
Компании, занимающиеся производством, продажей и обслуживанием модной продукции, представляют собой гигантскую индустрию, дающую многомиллиардные доходы. С начала 2000-х индустрия моды занимает 5-е место среди наиболее капиталоемких отраслей современной экономики.
Целью индустрии моды считают удовлетворение спроса конечных потребителей модного продукта. Следует подчеркнуть, что в современном мире формирование и распространение представлений о том, что считается модным, давно перестало быть стихийным и стало важной отраслью экономики.
Современная индустрия моды основана не на «подстраивании» под уже сложившиеся потребности, а на прогнозировании и планировании. Изменения, в стилях одежды становятся известны за полгода до ее появления в магазинах. В это же время в ходе «шоу-румов» представители торговых фирм делают заказы на коллекции для магазинов. И только собрав весь пакет заказов, производители готовой одежды начинают производить коллекции массовым тиражом.
Производители модной продукции делятся на две группы – прямые производители и контракторы.
Прямые производители– это компании, которые создают собственные торговые марки, разрабатывают модели, коллекции и затем производят их на собственных предприятиях. Крупных компаний такого типа очень мало. Чаще всего компании, которые сами изобретают и сами производят всю коллекцию полностью, занимаются мелкосерийным производством с изделиями ограниченного ассортимента и небольшого тиража.
Производством собственно готовых изделий занимаются предприятия-исполнители, контракторы. Если разработкой моделей одежды занимаются в основном специалисты из США и Западной Европы, то их изготовление осуществляется зачастую в странах «третьего мира» с дешевой рабочей силой. Помимо доходов от изобретения новых моделей и их производства прибыль получают от продажи лицензий – прав на использование логотипа «модной» фирмы на неконкурентной продукции других компаний.